# Zweedse parlementsverkiezingen 1973
Op 20 september 1970 wordt in Zweden een nieuw parlement verkozen. Vooral onder de oppositiepartijen verschuiven wat stemmen. Het linkse blok, dat tussen 1970 en 1973 aan de macht is, haalt evenzoveel parlementszetels binnen als de oppositie. De sociaaldemocraten kunnen aan de macht blijven, maar zullen nu steun moeten zoeken bij de Liberale of de Centrumpartij.

## Campagne
Buiten de verwachtingen om wordt de kwestie over de mogelijkheid voor pensioenfondsen om te investeren in private ondernemingen geen belangrijke plaats toebedeeld in de campagne. De grote werkloosheid wordt wel een belangrijk thema. De Centerpartiet belooft, aldus haar slogan, wel 100 000 nieuwe jobs. Het centrale thema in de campagne wordt echter wie de volgende regering zal uitmaken. Kunnen de oppositiepartijen – het zogenaamde börgerlige (bourgeois) blok – de sociaaldemocraten van de troon stoten? De sociaaldemocraten zelf trekken die mogelijkheid erg in twijfel. De Socialdemokraterna voeren een eerder defensieve campagne en vestigen er de aandacht op dat Zweden een goed land om te leven is en vragen om de sociale zekerheid niet weg te stemmen. Op 15 september, enkele dagen voor de stembusgang, overlijdt koning Gustav VI Adolf, waardoor de kiescampagne van de voorgrond wordt verdrongen.

## Resultaten en gevolgen
Meer dan negen op de tien kiesgerechtigde Zweden trekken op 20 september naar de stembus, meteen het hoogste opkomstpercentage ooit in Zweden.
Vooral in het centrum van het politieke spectrum zijn enkele opmerkelijke verschuivingen waar te nemen. De liberale Folkpartiet (FP) verliest vier op tien van haar kiezers. Nooit eerder vergaarde een liberale partij zo weinig aanhang in Zweden. De Moderaterna (M), de conservatieve partij, wint bijna drie ten honderd. De Centerpartiet (C) wordt de grote winnaar van de verkiezingen en wint meer dan 5%. De C is daarmee afgetekend de leidende oppositiepartij, een positie die eertijds vaak wordt ingenomen door de FP. Ter linkerzijde van het politieke midden halen de communisten vlotjes de kiesdrempel, ingesteld op 4%. De sociaaldemocraten verliezen in absolute cijfers slechts enkele duizenden stemmen, wat door de hoge opkomstcijfers niettemin uitloopt tot een relatief verlies van 1,7%. De Centrumpartij, en ten dele ook de conservatieven, verstevigen hun aanhang in de steden, terwijl de Liberale Volkspartij juist in die steden moet inleveren.
De twee blokken, het linkse-sociaaldemocratische en het blok van de centrum(rechtse)-oppositie, winnen elk 175 zetels. Beide blokken houden elkaar in evenwicht. Eerste minister Olof Palme herschikt zijn sociaaldemocratische regering. Die regering kan nu niet langer rekenen op enkel communistische steun. Wil de regering nieuwe verkiezingen vermijden, dan zal steun nodig zijn van de FP of de C.
| Partij                                                                    | Partijleider           | Stemmen   | %        | ± %      | Zetels | ± Zetels |
| ------------------------------------------------------------------------- | ---------------------- | --------- | -------- | -------- | ------ | -------- |
| Socialdemokraterna (S)                                                    | Olof Palme             | 2 247 727 | 43.56%   | ▼1,7%    | 156    | ▼7       |
| Centerpartiet (C)                                                         | Thorbjörn Fälldin      | 1 295 246 | 25.10%   | ▲5,2%    | 90     | ▲19      |
| Moderaterna (M)                                                           | Gösta Bohman           | 737 584   | 14.29%   | ▲2.8%    | 51     | ▲10      |
| Folkpartiet (FP)                                                          | Gunnar Helén           | 486 028   | 9,42%    | ▼6,8%    | 34     | ▼24      |
| Vänsterpartiet kommunisterna (VpK)                                        | Carl-Henrik Hermansson | 274 929   | 5.33%    | ▲0,5%    | 19     | ▲2       |
| Kristen Demokratisk Samling (KDS)                                         | Alf Svensson           | 90 388    | 1,75%    | —        | 0      | —        |
| Kommunistiska Förbundet Marxist-Leninisterna (KFML)                       | Bo Gustafsson          | 18 923    | 0,37%    | —        | 0      | —        |
| Kommunistiska Förbundet Marxist-Leninisterna (revolutionärerna) (KFML(r)) | Frank Baude            | 8 014     | 0,16%    | —        | 0      | —        |
| Overig                                                                    | —                      | 1 307     | 0,03%    | —        | 0      | —        |
| Geldige stemmen                                                           | —                      | 5 160 146 | 100%     | —        | —      | —        |
| Ongeldige stemmen                                                         | —                      | 8 850     | —        | —        | —      | —        |
| Totaal                                                                    | Totaal                 | 5 168 996 | (90,84%) | ▲(2,54%) | 350    | —        |

1911 · 1914 · 1917 · 1920 · 1921 · 1924 · 1928 · 1932 · 1936 · 1940 · 1944 · 1948 · 1952 · 1956 · 1958 · 1960 · 1964 · 1968 · 1970 · 1973 · 1976 · 1979 · 1982 · 1985 · 1988 · 1991 · 1994 · 1998 · 2002 · 2006 · 2010 · 2014 · 2018 · 2022